# Põhimaantee 1
Die Põhimaantee 1 (Nationalstraße 1) ist eine Fernstraße in Estland. Sie verbindet die Hauptstadt Tallinn mit der Stadt Narva und der Grenze zu Russland. Sie bildet zugleich einen Abschnitt der Europastraße 20.
Die Länge der Straße beträgt 212,3 km.

## Verlauf

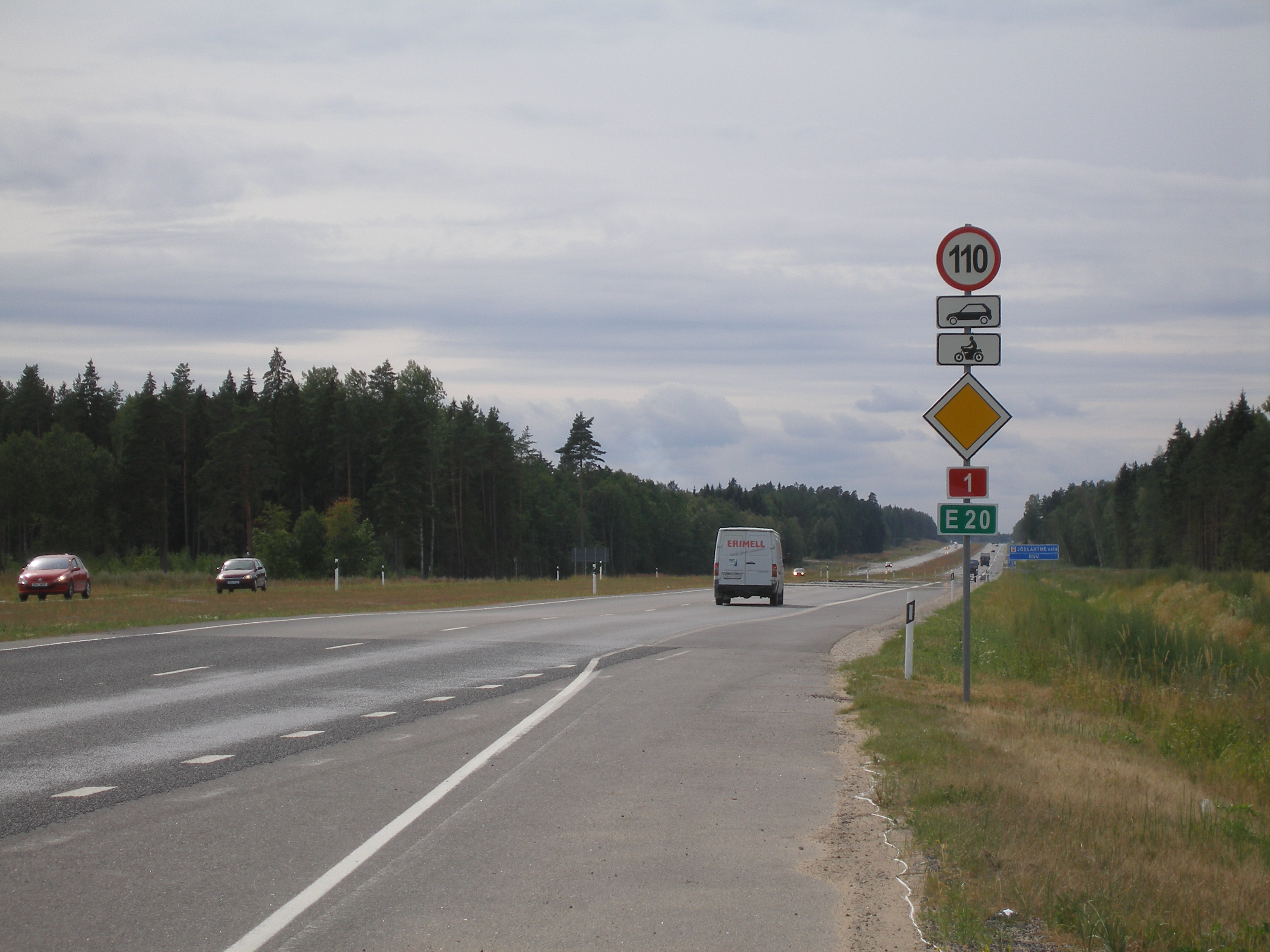
Nationalstraße 1 bei Kuusalu

Die Straße verläuft in west-östlicher Richtung meist in einigem Abstand zur Küste des Finnischen Meerbusens. Bis in den Nationalpark Lahemaa ist sie autobahnähnlich ausgebaut. In der Folge umgeht sie die Stadt Rakvere im Norden, passiert im Osten der Stadt den Abzweig der Põhimaantee 5 (Nationalstraße 5) nach Pärnu und führt durch Kohtla-Järve, Jõhvi, wo die Põhimaantee 3 (Nationalstraße 3; zugleich Europastraße 264) nach Tartu (Dorpat) und Valga (Walk) abzweigt, und weiter über Sillamäe nach Narva. Dort überschreitet sie den Grenzfluss Narva und damit die Grenze zu Russland und führt in die russische Grenzstadt Iwangorod (Russland) (estnisch: Jaanilinn).

## Geschichte
Während der Zugehörigkeit Estlands zur Sowjetunion trug die Straße die Bezeichnung Magistrale M11. Der östliche Anschluss von Iwangorod nach Sankt Petersburg trug bis 2010 weiterhin diese Bezeichnung, wurde dann aber zur A180 abgestuft.